# 2012-es IIHF divízió I-es jégkorong-világbajnokság
A 2012-es IIHF divízió I-es jégkorong-világbajnokság A csoportját Ljubljanában, Szlovéniában, a B csoportját Krynica-Zdrójban, Lengyelországban április 15. és 21. között rendezték.

## Résztvevők
A világbajnokságon az alábbi 12 válogatott vett részt.
A csoport
| Csapat         | Kvalifikáció módja                                                               |
| -------------- | -------------------------------------------------------------------------------- |
| Ausztria       | Előző évben a főcsoport 15. helyén végzett és kiesett.                           |
| Szlovénia      | Rendező, előző évben a főcsoport 16. helyén végzett és kiesett.                  |
| Magyarország   | Előző évben a divízió I A csoportjának 2. helyén végzett.                        |
| Nagy-Britannia | Előző évben a divízió I B csoportjának 2. helyén végzett.                        |
| Ukrajna        | Előző évben a divízió I B csoportjának 3. helyén végzett.                        |
| Japán          | 2011-ben nem versenyzett, de a 2012-es tornán ebben a csoportban vehetett részt. |

B csoport
| Csapat        | Kvalifikáció módja                                                     |
| ------------- | ---------------------------------------------------------------------- |
| Dél-Korea     | Előző évben a divízió I A csoportjának 3. helyén végzett.              |
| Lengyelország | Rendező, előző évben a divízió I B csoportjának 4. helyén végzett.     |
| Hollandia     | Előző évben a divízió I B csoportjának 4. helyén végzett.              |
| Litvánia      | Előző évben a divízió I B csoportjának 5. helyén végzett.              |
| Románia       | Előző évben a divízió II B csoportjának 1. helyén végzett és fejutott. |
| Ausztrália    | Előző évben a divízió II A csoportjának 1. helyén végzett és fejutott. |

## Eredmények
A mérkőzések kezdési időpontjai helyi idő szerint vannak feltüntetve.

### A csoport
| Jelmagyarázat                                        |
| ---------------------------------------------------- |
| Feljutott a 2013-as IIHF jégkorong-világbajnokságra. |
| Kiesett a divízió I B-be.                            |

| Nemzet         | M | Gy | HGy | HV | V | G+ | G- | Gk | P  |
| -------------- | - | -- | --- | -- | - | -- | -- | -- | -- |
| Szlovénia      | 5 | 5  | 0   | 0  | 0 | 17 | 9  | +8 | 15 |
| Ausztria       | 5 | 3  | 0   | 1  | 1 | 24 | 16 | +8 | 10 |
| Magyarország   | 5 | 2  | 0   | 0  | 3 | 15 | 18 | −3 | 6  |
| Japán          | 5 | 1  | 1   | 1  | 2 | 13 | 14 | −1 | 6  |
| Nagy-Britannia | 5 | 1  | 1   | 0  | 3 | 14 | 22 | −8 | 5  |
| Ukrajna        | 5 | 0  | 1   | 1  | 3 | 12 | 16 | −4 | 3  |

| 2012. április 15. 13:00 | Japán | 1–5 (0–2, 0–2, 1–1) | Magyarország | Arena Stožice, Ljubljana Nézőszám: 1652 |

| Jegyzőkönyv | Jegyzőkönyv                   | Jegyzőkönyv                                  | Jegyzőkönyv  | Jegyzőkönyv                                                           |
| --- | ----------------------------- | -------------------------------------------- | ------------ | --------------------------------------------------------------------- |
| | Masahito Haruna Yuta Narisawa | Kapusok                                      | Bálizs Bence | Játékvezető: Aleksi Rantala Vonalbírók: Matjaz Hribar Joep Leermakers |
| \| \| 0–1 \| 05:39 – Magosi B. (Sikorcin L., Bartalis I.) \| \| \| 0–2 \| 12:02 – Horvath A. (Kovács Cs., Bartalis I.) \| \| \| 0–3 \| 33:18 – Sofron I. (Ladányi B.) (PP) \| \| \| 0–4 \| 39:13 – Kovács Cs. (Pozsgai T.) (PP) \| \| \| 0–5 \| 55:13 – Mihály Á. (Hári J., Vas J.) \| \| S. Yanadori (T. Yamashita) – 57:49 \| 1–5 \| \| |                               |                                              |              | Játékvezető: Aleksi Rantala Vonalbírók: Matjaz Hribar Joep Leermakers |
| 33 perc | Büntetések                    | 12 perc                                      |              | Játékvezető: Aleksi Rantala Vonalbírók: Matjaz Hribar Joep Leermakers |
| 34 | Lövések                       | 25                                           |              | Játékvezető: Aleksi Rantala Vonalbírók: Matjaz Hribar Joep Leermakers |
| | 0–1                           | 05:39 – Magosi B. (Sikorcin L., Bartalis I.) |              | Játékvezető: Aleksi Rantala Vonalbírók: Matjaz Hribar Joep Leermakers |
| | 0–2                           | 12:02 – Horvath A. (Kovács Cs., Bartalis I.) |              | Játékvezető: Aleksi Rantala Vonalbírók: Matjaz Hribar Joep Leermakers |
| | 0–3                           | 33:18 – Sofron I. (Ladányi B.) (PP)          |              | Játékvezető: Aleksi Rantala Vonalbírók: Matjaz Hribar Joep Leermakers |
| | 0–4                           | 39:13 – Kovács Cs. (Pozsgai T.) (PP)         |              |                                                                       |
| | 0–5                           | 55:13 – Mihály Á. (Hári J., Vas J.)          |              |                                                                       |
| S. Yanadori (T. Yamashita) – 57:49 | 1–5                           |                                              |              |                                                                       |

| 2012. április 15. 16:30 | Ukrajna | 4–5 (1–1, 2–4, 1–0) | Ausztria | Arena Stožice, Ljubljana Nézőszám: 1419 |

| Jegyzőkönyv | Jegyzőkönyv   | Jegyzőkönyv                                    | Jegyzőkönyv        | Jegyzőkönyv                                                             |
| --- | ------------- | ---------------------------------------------- | ------------------ | ----------------------------------------------------------------------- |
| | Igor Karpenko | Kapusok                                        | Bernhard Starkbaum | Játékvezető: Alexei Ravodin Vonalbírók: Roman Kaderli Rudolf Tosenovjan |
| \| \| 0–1 \| 03:01 – M. Geier (R. Herburger, S. Geier) (PP) \| \| O. Tymchenko (K. Kasyanchuk, O. Materukhin) (PP) – 13:07 \| 1–1 \| \| \| \| 1–2 \| 20:47 – T. Raffl (M. Trattnig, S. Ulmer) \| \| \| 1–3 \| 21:36 – J. Kirsits (M. Herburger, M. Geier) \| \| \| 1–4 \| 22:24 – D. Welser (S. Ulmer, M. Grabner) \| \| \| 1–5 \| 29:18 – T. Koch (D. Welser) \| \| O. Pobyedonostsev (V. Lyutkevych, O. Materukhin) (PP) – 32:20 \| 2–5 \| \| \| O. Tymchenko (O. Pobyedonostsev) – 34:36 \| 3–5 \| \| \| O. Tymchenko (O. Materukhin) (PP) – 57:02 \| 4–5 \| \| |               |                                                |                    | Játékvezető: Alexei Ravodin Vonalbírók: Roman Kaderli Rudolf Tosenovjan |
| 20 perc | Büntetések    | 10 perc                                        |                    | Játékvezető: Alexei Ravodin Vonalbírók: Roman Kaderli Rudolf Tosenovjan |
| 27 | Lövések       | 25                                             |                    | Játékvezető: Alexei Ravodin Vonalbírók: Roman Kaderli Rudolf Tosenovjan |
| | 0–1           | 03:01 – M. Geier (R. Herburger, S. Geier) (PP) |                    | Játékvezető: Alexei Ravodin Vonalbírók: Roman Kaderli Rudolf Tosenovjan |
| O. Tymchenko (K. Kasyanchuk, O. Materukhin) (PP) – 13:07 | 1–1           |                                                |                    | Játékvezető: Alexei Ravodin Vonalbírók: Roman Kaderli Rudolf Tosenovjan |
| | 1–2           | 20:47 – T. Raffl (M. Trattnig, S. Ulmer)       |                    | Játékvezető: Alexei Ravodin Vonalbírók: Roman Kaderli Rudolf Tosenovjan |
| | 1–3           | 21:36 – J. Kirsits (M. Herburger, M. Geier)    |                    |                                                                         |
| | 1–4           | 22:24 – D. Welser (S. Ulmer, M. Grabner)       |                    |                                                                         |
| | 1–5           | 29:18 – T. Koch (D. Welser)                    |                    |                                                                         |
| O. Pobyedonostsev (V. Lyutkevych, O. Materukhin) (PP) – 32:20 | 2–5           |                                                |                    |                                                                         |
| O. Tymchenko (O. Pobyedonostsev) – 34:36 | 3–5           |                                                |                    |                                                                         |
| O. Tymchenko (O. Materukhin) (PP) – 57:02 | 4–5           |                                                |                    |                                                                         |

| 2012. április 15. 20:00 | Nagy-Britannia | 2–3 (1–2, 1–0, 0–1) | Szlovénia | Arena Stožice, Ljubljana Nézőszám: 9861 |

| Jegyzőkönyv | Jegyzőkönyv    | Jegyzőkönyv                                | Jegyzőkönyv    | Jegyzőkönyv                                                    |
| --- | -------------- | ------------------------------------------ | -------------- | -------------------------------------------------------------- |
| | Stephen Murphy | Kapusok                                    | Robert Kristan | Játékvezető: Jozef Kubus Vonalbírók: Paul Carnathan Matt Traub |
| \| \| 0–1 \| 03:35 – Ž. Jeglič (R. Sabolič) \| \| C. Shields (R. Dowd, C. Peacock) – 06:31 \| 1–1 \| \| \| \| 1–2 \| 12:35 – D. Rodman (A. Music) \| \| C. Peacock (C. Shields) – 21:15 \| 2–2 \| \| \| \| 2–3 \| 56:01 – T. Razingar (R. Pajič, A. Tavzelj) \| |                |                                            |                | Játékvezető: Jozef Kubus Vonalbírók: Paul Carnathan Matt Traub |
| 14 perc | Büntetések     | 14 perc                                    |                | Játékvezető: Jozef Kubus Vonalbírók: Paul Carnathan Matt Traub |
| 22 | Lövések        | 35                                         |                | Játékvezető: Jozef Kubus Vonalbírók: Paul Carnathan Matt Traub |
| | 0–1            | 03:35 – Ž. Jeglič (R. Sabolič)             |                | Játékvezető: Jozef Kubus Vonalbírók: Paul Carnathan Matt Traub |
| C. Shields (R. Dowd, C. Peacock) – 06:31 | 1–1            |                                            |                | Játékvezető: Jozef Kubus Vonalbírók: Paul Carnathan Matt Traub |
| | 1–2            | 12:35 – D. Rodman (A. Music)               |                | Játékvezető: Jozef Kubus Vonalbírók: Paul Carnathan Matt Traub |
| C. Peacock (C. Shields) – 21:15 | 2–2            |                                            |                |                                                                |
| | 2–3            | 56:01 – T. Razingar (R. Pajič, A. Tavzelj) |                |                                                                |

| 2012. április 16. 13:00 | Magyarország | 3–1 (2–0, 0–0, 1–1) | Ukrajna | Arena Stožice, Ljubljana Nézőszám: 1020 |

| Jegyzőkönyv | Jegyzőkönyv  | Jegyzőkönyv                                                | Jegyzőkönyv      | Jegyzőkönyv                                                      |
| --- | ------------ | ---------------------------------------------------------- | ---------------- | ---------------------------------------------------------------- |
| | Bálizs Bence | Kapusok                                                    | Mykhailo Balaban | Játékvezető: Jozef Kubus Vonalbírók: Roman Kaderli Damir Rakovic |
| \| Galanisz N. (Kovács Cs., Benk A.) – 10:04 \| 1–0 \| \| \| Sikorcin L. (Bartalis I.) – 11:35 \| 2–0 \| \| \| \| 2–1 \| 43:43 – O. Pobyedonostsev (O. Materukhin, M. Balaban) (PP) \| \| Vas J. (Vas M.) (ENG) – 58:46 \| 3–1 \| \| |              |                                                            |                  | Játékvezető: Jozef Kubus Vonalbírók: Roman Kaderli Damir Rakovic |
| 24 perc | Büntetések   | 12 perc                                                    |                  | Játékvezető: Jozef Kubus Vonalbírók: Roman Kaderli Damir Rakovic |
| 23 | Lövések      | 37                                                         |                  | Játékvezető: Jozef Kubus Vonalbírók: Roman Kaderli Damir Rakovic |
| Galanisz N. (Kovács Cs., Benk A.) – 10:04 | 1–0          |                                                            |                  | Játékvezető: Jozef Kubus Vonalbírók: Roman Kaderli Damir Rakovic |
| Sikorcin L. (Bartalis I.) – 11:35 | 2–0          |                                                            |                  | Játékvezető: Jozef Kubus Vonalbírók: Roman Kaderli Damir Rakovic |
| | 2–1          | 43:43 – O. Pobyedonostsev (O. Materukhin, M. Balaban) (PP) |                  | Játékvezető: Jozef Kubus Vonalbírók: Roman Kaderli Damir Rakovic |
| Vas J. (Vas M.) (ENG) – 58:46 | 3–1          |                                                            |                  |                                                                  |

| 2012. április 16. 16:30 | Ausztria | 7–3 (3–0, 2–2, 2–1) | Nagy-Britannia | Arena Stožice, Ljubljana Nézőszám: 986 |

| Jegyzőkönyv | Jegyzőkönyv        | Jegyzőkönyv                                     | Jegyzőkönyv    | Jegyzőkönyv                                                            |
| --- | ------------------ | ----------------------------------------------- | -------------- | ---------------------------------------------------------------------- |
| | Bernhard Starkbaum | Kapusok                                         | Stephen Murphy | Játékvezető: Aleksi Rantala Vonalbírók: Paul Carnathan Joep Leermakers |
| \| T. Hundertpfund (D. Welser) (PP) – 07:48 \| 1–0 \| \| \| G. Baumgartner – 09:12 \| 2–0 \| \| \| M. Latusa (D. Oberkofler) – 09:37 \| 3–0 \| \| \| G. Baumgartner (M. Latusa, S. Ulmer) (PP) – 21:17 \| 4–0 \| \| \| \| 4–1 \| 33:03 – C. Shields (R. Dowd, C. Peacock) \| \| T. Hundertpfund (R. Herburger) – 34:38 \| 5–1 \| \| \| \| 5–2 \| 38:23 – C. Shields (R. Dowd, D. Mayers) \| \| M. Latusa (T. Raffl, G. Baumgartner) (PP) – 43:34 \| 6–2 \| \| \| \| 6–3 \| 50:27 – C. Neilson (C. Shields, D. Clarke) (PP) \| \| R. Herburger (S. Geier) – 52:56 \| 7–3 \| \| |                    |                                                 |                | Játékvezető: Aleksi Rantala Vonalbírók: Paul Carnathan Joep Leermakers |
| 10 perc | Büntetések         | 16 perc                                         |                | Játékvezető: Aleksi Rantala Vonalbírók: Paul Carnathan Joep Leermakers |
| 28 | Lövések            | 34                                              |                | Játékvezető: Aleksi Rantala Vonalbírók: Paul Carnathan Joep Leermakers |
| T. Hundertpfund (D. Welser) (PP) – 07:48 | 1–0                |                                                 |                | Játékvezető: Aleksi Rantala Vonalbírók: Paul Carnathan Joep Leermakers |
| G. Baumgartner – 09:12 | 2–0                |                                                 |                | Játékvezető: Aleksi Rantala Vonalbírók: Paul Carnathan Joep Leermakers |
| M. Latusa (D. Oberkofler) – 09:37 | 3–0                |                                                 |                | Játékvezető: Aleksi Rantala Vonalbírók: Paul Carnathan Joep Leermakers |
| G. Baumgartner (M. Latusa, S. Ulmer) (PP) – 21:17 | 4–0                |                                                 |                |                                                                        |
| | 4–1                | 33:03 – C. Shields (R. Dowd, C. Peacock)        |                |                                                                        |
| T. Hundertpfund (R. Herburger) – 34:38 | 5–1                |                                                 |                |                                                                        |
| | 5–2                | 38:23 – C. Shields (R. Dowd, D. Mayers)         |                |                                                                        |
| M. Latusa (T. Raffl, G. Baumgartner) (PP) – 43:34 | 6–2                |                                                 |                |                                                                        |
| | 6–3                | 50:27 – C. Neilson (C. Shields, D. Clarke) (PP) |                |                                                                        |
| R. Herburger (S. Geier) – 52:56 | 7–3                |                                                 |                |                                                                        |

| 2012. április 16. 20:00 | Szlovénia | 4–2 (1–0, 1–1, 2–1) | Japán | Arena Stožice, Ljubljana Nézőszám: 8070 |

| Jegyzőkönyv | Jegyzőkönyv    | Jegyzőkönyv                  | Jegyzőkönyv     | Jegyzőkönyv                                                         |
| --- | -------------- | ---------------------------- | --------------- | ------------------------------------------------------------------- |
| | Andrej Hocevar | Kapusok                      | Masahito Haruna | Játékvezető: Eduards Odins Vonalbírók: Rudolf Tosenovjan Matt Traub |
| \| M. Robar (Ž. Jeglič, R. Tičar) – 11:03 \| 1–0 \| \| \| D. Rodman (A. Kranjc) (PP) – 27:24 \| 2–0 \| \| \| \| 2–1 \| 34:57 – R. Tanaka (H. Terao) \| \| \| 2–2 \| 47:23 – T. Yamashita \| \| A. Kranjc (PP) – 58:40 \| 3–2 \| \| \| T. Razingar (D. Rodman) (ENG) – 59:49 \| 4–2 \| \| |                |                              |                 | Játékvezető: Eduards Odins Vonalbírók: Rudolf Tosenovjan Matt Traub |
| 14 perc | Büntetések     | 18 perc                      |                 | Játékvezető: Eduards Odins Vonalbírók: Rudolf Tosenovjan Matt Traub |
| 33 | Lövések        | 23                           |                 | Játékvezető: Eduards Odins Vonalbírók: Rudolf Tosenovjan Matt Traub |
| M. Robar (Ž. Jeglič, R. Tičar) – 11:03 | 1–0            |                              |                 | Játékvezető: Eduards Odins Vonalbírók: Rudolf Tosenovjan Matt Traub |
| D. Rodman (A. Kranjc) (PP) – 27:24 | 2–0            |                              |                 | Játékvezető: Eduards Odins Vonalbírók: Rudolf Tosenovjan Matt Traub |
| | 2–1            | 34:57 – R. Tanaka (H. Terao) |                 | Játékvezető: Eduards Odins Vonalbírók: Rudolf Tosenovjan Matt Traub |
| | 2–2            | 47:23 – T. Yamashita         |                 |                                                                     |
| A. Kranjc (PP) – 58:40 | 3–2            |                              |                 |                                                                     |
| T. Razingar (D. Rodman) (ENG) – 59:49 | 4–2            |                              |                 |                                                                     |

| 2012. április 18. 13:00 | Ukrajna | 3–4 (h.u.) (1–0, 2–3, 0–0) (h.u.: 0–1) | Nagy-Britannia | Arena Stožice, Ljubljana Nézőszám: 360 |

| Jegyzőkönyv | Jegyzőkönyv      | Jegyzőkönyv                              | Jegyzőkönyv    | Jegyzőkönyv                                                     |
| --- | ---------------- | ---------------------------------------- | -------------- | --------------------------------------------------------------- |
| | Mykhailo Balaban | Kapusok                                  | Stephen Murphy | Játékvezető: Eduards Odins Vonalbírók: Matjaz Hribar Matt Traub |
| \| O. Pobyedonostsev (O. Yakovenko, D. Zablukovsky) – 13:29 \| 1–0 \| \| \| \| 1–1 \| 23:05 – R. Dowd (PS) \| \| \| 1–2 \| 30:46 – M. Myers (SH) \| \| \| 1–3 \| 32:53 – R. Dowd (C. Shields, C. Neilson) \| \| S. Klymentyev (Y. Navarenko) (PP) – 35:07 \| 2–3 \| \| \| O. Pobyedonostsev (O. Tymchenko, V. Lyutkevych – 35:51 \| 3–3 \| \| \| \| 3–4 \| 61:46 – R. Dowd (M. Myers) \| |                  |                                          |                | Játékvezető: Eduards Odins Vonalbírók: Matjaz Hribar Matt Traub |
| 6 perc | Büntetések       | 12 perc                                  |                | Játékvezető: Eduards Odins Vonalbírók: Matjaz Hribar Matt Traub |
| 38 | Lövések          | 23                                       |                | Játékvezető: Eduards Odins Vonalbírók: Matjaz Hribar Matt Traub |
| O. Pobyedonostsev (O. Yakovenko, D. Zablukovsky) – 13:29 | 1–0              |                                          |                | Játékvezető: Eduards Odins Vonalbírók: Matjaz Hribar Matt Traub |
| | 1–1              | 23:05 – R. Dowd (PS)                     |                | Játékvezető: Eduards Odins Vonalbírók: Matjaz Hribar Matt Traub |
| | 1–2              | 30:46 – M. Myers (SH)                    |                | Játékvezető: Eduards Odins Vonalbírók: Matjaz Hribar Matt Traub |
| | 1–3              | 32:53 – R. Dowd (C. Shields, C. Neilson) |                |                                                                 |
| S. Klymentyev (Y. Navarenko) (PP) – 35:07 | 2–3              |                                          |                |                                                                 |
| O. Pobyedonostsev (O. Tymchenko, V. Lyutkevych – 35:51 | 3–3              |                                          |                |                                                                 |
| | 3–4              | 61:46 – R. Dowd (M. Myers)               |                |                                                                 |

| 2012. április 18. 16:30 | Ausztria | 3–4 (sz.) (1–0, 1–2, 1–1) (h.u.: 0–0) (sz.: 0–1) | Japán | Arena Stožice, Ljubljana Nézőszám: 640 |

| Jegyzőkönyv | Jegyzőkönyv        | Jegyzőkönyv                                   | Jegyzőkönyv   | Jegyzőkönyv                                                          |
| --- | ------------------ | --------------------------------------------- | ------------- | -------------------------------------------------------------------- |
| | Bernhard Starkbaum | Kapusok                                       | Yuta Narisawa | Játékvezető: Jozef Kubus Vonalbírók: Damir Rakovic Rudolf Tosenovjan |
| \| M. Altmann (P. Harand, M. Latusa) – 11:52 \| 1–0 \| \| \| \| 1–1 \| 25:25 – S. Kuji (J. Tonosaki, G. Tanaka) (PP) \| \| S. Ulmer (R. Herburger, M. Geier) – 29:13 \| 2–1 \| \| \| \| 2–2 \| 36:47 – S. Kuji (A. Keller, J. Tonosaki) \| \| M. Trattnig (T. Koch, D. Welser) (PP2) – 47:20 \| 3–2 \| \| \| \| 3–3 \| 48:33 – S. Kuji \| |                    |                                               |               | Játékvezető: Jozef Kubus Vonalbírók: Damir Rakovic Rudolf Tosenovjan |
| G. Baumgartner M. Grabner T. Koch | Szétlövés          | H. Ueno H. Terao G. Tanaka                    |               | Játékvezető: Jozef Kubus Vonalbírók: Damir Rakovic Rudolf Tosenovjan |
| 8 perc | Büntetések         | 4 perc                                        |               | Játékvezető: Jozef Kubus Vonalbírók: Damir Rakovic Rudolf Tosenovjan |
| 38 | Lövések            | 27                                            |               | Játékvezető: Jozef Kubus Vonalbírók: Damir Rakovic Rudolf Tosenovjan |
| M. Altmann (P. Harand, M. Latusa) – 11:52 | 1–0                |                                               |               | Játékvezető: Jozef Kubus Vonalbírók: Damir Rakovic Rudolf Tosenovjan |
| | 1–1                | 25:25 – S. Kuji (J. Tonosaki, G. Tanaka) (PP) |               | Játékvezető: Jozef Kubus Vonalbírók: Damir Rakovic Rudolf Tosenovjan |
| S. Ulmer (R. Herburger, M. Geier) – 29:13 | 2–1                |                                               |               |                                                                      |
| | 2–2                | 36:47 – S. Kuji (A. Keller, J. Tonosaki)      |               |                                                                      |
| M. Trattnig (T. Koch, D. Welser) (PP2) – 47:20 | 3–2                |                                               |               |                                                                      |
| | 3–3                | 48:33 – S. Kuji                               |               |                                                                      |

| 2012. április 18. 20:00 | Szlovénia | 4–1 (1–0, 2–0, 1–1) | Magyarország | Arena Stožice, Ljubljana Nézőszám: 9563 |

| Jegyzőkönyv | Jegyzőkönyv    | Jegyzőkönyv                                 | Jegyzőkönyv  | Jegyzőkönyv                                                           |
| --- | -------------- | ------------------------------------------- | ------------ | --------------------------------------------------------------------- |
| | Robert Kristan | Kapusok                                     | Bálizs Bence | Játékvezető: Alexei Ravodin Vonalbírók: Roman Kaderli Joep Leermakers |
| \| R. Sabolič (B. Gregorc) – 02:55 \| 1–0 \| \| \| B. Gregorc (M. Robar) (PP2) – 26:13 \| 2–0 \| \| \| D. Rodman (S. Kovačevič, A. Kranjc) – 27:09 \| 3–0 \| \| \| R. Tičar (M. Robar, B. Gregorc) (PP) – 47:27 \| 4–0 \| \| \| \| 4–1 \| 50:25 – Vas M. (Ladányi B., Sofron I.) (PP) \| |                |                                             |              | Játékvezető: Alexei Ravodin Vonalbírók: Roman Kaderli Joep Leermakers |
| 26 perc | Büntetések     | 36 perc                                     |              | Játékvezető: Alexei Ravodin Vonalbírók: Roman Kaderli Joep Leermakers |
| 29 | Lövések        | 25                                          |              | Játékvezető: Alexei Ravodin Vonalbírók: Roman Kaderli Joep Leermakers |
| R. Sabolič (B. Gregorc) – 02:55 | 1–0            |                                             |              | Játékvezető: Alexei Ravodin Vonalbírók: Roman Kaderli Joep Leermakers |
| B. Gregorc (M. Robar) (PP2) – 26:13 | 2–0            |                                             |              | Játékvezető: Alexei Ravodin Vonalbírók: Roman Kaderli Joep Leermakers |
| D. Rodman (S. Kovačevič, A. Kranjc) – 27:09 | 3–0            |                                             |              | Játékvezető: Alexei Ravodin Vonalbírók: Roman Kaderli Joep Leermakers |
| R. Tičar (M. Robar, B. Gregorc) (PP) – 47:27 | 4–0            |                                             |              |                                                                       |
| | 4–1            | 50:25 – Vas M. (Ladányi B., Sofron I.) (PP) |              |                                                                       |

| 2012. április 19. 13:00 | Nagy-Britannia | 0–5 (0–2, 0–2, 0–1) | Japán | Arena Stožice, Ljubljana Nézőszám: 680 |

| Jegyzőkönyv | Jegyzőkönyv    | Jegyzőkönyv                                     | Jegyzőkönyv     | Jegyzőkönyv                                                         |
| --- | -------------- | ----------------------------------------------- | --------------- | ------------------------------------------------------------------- |
| | Stephen Murphy | Kapusok                                         | Masahito Haruna | Játékvezető: Alexei Ravodin Vonalbírók: Roman Kaderli Damir Rakovic |
| \| \| 0–1 \| 09:10 – H. Ueno (S. Kuji, G. Tanaka) (PP) \| \| \| 0–2 \| 13:02 – H. Ueno \| \| \| 0–3 \| 31:34 – H. Kawashima (T. Ishizuka, K. Mitamura) \| \| \| 0–4 \| 33:48 – S. Yanadori (T. Yamashita, J. Tonosaki) \| \| \| 0–5 \| 48:50 – K. Mitamura (T. Yamashita) \| |                |                                                 |                 | Játékvezető: Alexei Ravodin Vonalbírók: Roman Kaderli Damir Rakovic |
| 16 perc | Büntetések     | 14 perc                                         |                 | Játékvezető: Alexei Ravodin Vonalbírók: Roman Kaderli Damir Rakovic |
| 30 | Lövések        | 25                                              |                 | Játékvezető: Alexei Ravodin Vonalbírók: Roman Kaderli Damir Rakovic |
| | 0–1            | 09:10 – H. Ueno (S. Kuji, G. Tanaka) (PP)       |                 | Játékvezető: Alexei Ravodin Vonalbírók: Roman Kaderli Damir Rakovic |
| | 0–2            | 13:02 – H. Ueno                                 |                 | Játékvezető: Alexei Ravodin Vonalbírók: Roman Kaderli Damir Rakovic |
| | 0–3            | 31:34 – H. Kawashima (T. Ishizuka, K. Mitamura) |                 | Játékvezető: Alexei Ravodin Vonalbírók: Roman Kaderli Damir Rakovic |
| | 0–4            | 33:48 – S. Yanadori (T. Yamashita, J. Tonosaki) |                 |                                                                     |
| | 0–5            | 48:50 – K. Mitamura (T. Yamashita)              |                 |                                                                     |

| 2012. április 19. 16:30 | Magyarország | 2–7 (2–1, 0–2, 0–4) | Ausztria | Arena Stožice, Ljubljana Nézőszám: 4250 |

| Jegyzőkönyv | Jegyzőkönyv  | Jegyzőkönyv                                           | Jegyzőkönyv        | Jegyzőkönyv                                                     |
| --- | ------------ | ----------------------------------------------------- | ------------------ | --------------------------------------------------------------- |
| | Bálizs Bence | Kapusok                                               | Bernhard Starkbaum | Játékvezető: Eduards Odins Vonalbírók: Matjaz Hribar Matt Traub |
| \| Galanisz N. (Magosi B., Bartalis I.) – 04:50 \| 1–0 \| \| \| \| 1–1 \| 06:27 – S. Geier (J. Kirisits, J. Reichel) \| \| Vas M. (Ladányi B.) (PP) – 10:47 \| 2–1 \| \| \| \| 2–2 \| 22:58 – G. Unterluggauer (PP2) \| \| \| 2–3 \| 38:49 – M. Latusa (M. Grabner) \| \| \| 2–4 \| 43:26 – P. Harand (D. Oberkofler) \| \| \| 2–5 \| 51:58 – G. Unterluggauer (M. Grabner) \| \| \| 2–6 \| 53:38 – M. Latusa (G. Baumgartner, M. Trattnig) (PP) \| \| \| 2–7 \| 55:36 – G. Baumgartner (M. Trattnig, T. Hundertpfund) \| |              |                                                       |                    | Játékvezető: Eduards Odins Vonalbírók: Matjaz Hribar Matt Traub |
| 22 perc | Büntetések   | 20 perc                                               |                    | Játékvezető: Eduards Odins Vonalbírók: Matjaz Hribar Matt Traub |
| 20 | Lövések      | 40                                                    |                    | Játékvezető: Eduards Odins Vonalbírók: Matjaz Hribar Matt Traub |
| Galanisz N. (Magosi B., Bartalis I.) – 04:50 | 1–0          |                                                       |                    | Játékvezető: Eduards Odins Vonalbírók: Matjaz Hribar Matt Traub |
| | 1–1          | 06:27 – S. Geier (J. Kirisits, J. Reichel)            |                    | Játékvezető: Eduards Odins Vonalbírók: Matjaz Hribar Matt Traub |
| Vas M. (Ladányi B.) (PP) – 10:47 | 2–1          |                                                       |                    | Játékvezető: Eduards Odins Vonalbírók: Matjaz Hribar Matt Traub |
| | 2–2          | 22:58 – G. Unterluggauer (PP2)                        |                    |                                                                 |
| | 2–3          | 38:49 – M. Latusa (M. Grabner)                        |                    |                                                                 |
| | 2–4          | 43:26 – P. Harand (D. Oberkofler)                     |                    |                                                                 |
| | 2–5          | 51:58 – G. Unterluggauer (M. Grabner)                 |                    |                                                                 |
| | 2–6          | 53:38 – M. Latusa (G. Baumgartner, M. Trattnig) (PP)  |                    |                                                                 |
| | 2–7          | 55:36 – G. Baumgartner (M. Trattnig, T. Hundertpfund) |                    |                                                                 |

| 2012. április 19. 20:00 | Szlovénia | 3–2 (0–1, 2–1, 1–0) | Ukrajna | Arena Stožice, Ljubljana Nézőszám: 9450 |

| Jegyzőkönyv | Jegyzőkönyv    | Jegyzőkönyv                                               | Jegyzőkönyv   | Jegyzőkönyv                                                              |
| --- | -------------- | --------------------------------------------------------- | ------------- | ------------------------------------------------------------------------ |
| | Robert Kristan | Kapusok                                                   | Igor Karpenko | Játékvezető: Aleksi Rantala Vonalbírók: Paul Carnathan Rudolf Tosenovjan |
| \| \| 0–1 \| 12:45 – A. Mikhnov (S. Klymentyyev, S. Ramazanov) (EA) \| \| R. Sabolič (R. Tičar, Ž. Jeglič) – 21:53 \| 1–1 \| \| \| \| 1–2 \| 24:25 – O. Shafarenko (V. Lyutkevych, O. Tymchenko) (PP2) \| \| R. Tičar (M. Robar) – 29:13 \| 2–2 \| \| \| R. Tičar (R. Sabolič, B. Gregorc) (PP) – 44:25 \| 3–2 \| \| |                |                                                           |               | Játékvezető: Aleksi Rantala Vonalbírók: Paul Carnathan Rudolf Tosenovjan |
| 14 perc | Büntetések     | 12 perc                                                   |               | Játékvezető: Aleksi Rantala Vonalbírók: Paul Carnathan Rudolf Tosenovjan |
| 18 | Lövések        | 31                                                        |               | Játékvezető: Aleksi Rantala Vonalbírók: Paul Carnathan Rudolf Tosenovjan |
| | 0–1            | 12:45 – A. Mikhnov (S. Klymentyyev, S. Ramazanov) (EA)    |               | Játékvezető: Aleksi Rantala Vonalbírók: Paul Carnathan Rudolf Tosenovjan |
| R. Sabolič (R. Tičar, Ž. Jeglič) – 21:53 | 1–1            |                                                           |               | Játékvezető: Aleksi Rantala Vonalbírók: Paul Carnathan Rudolf Tosenovjan |
| | 1–2            | 24:25 – O. Shafarenko (V. Lyutkevych, O. Tymchenko) (PP2) |               | Játékvezető: Aleksi Rantala Vonalbírók: Paul Carnathan Rudolf Tosenovjan |
| R. Tičar (M. Robar) – 29:13 | 2–2            |                                                           |               |                                                                          |
| R. Tičar (R. Sabolič, B. Gregorc) (PP) – 44:25 | 3–2            |                                                           |               |                                                                          |

| 2012. április 21. 13:00 | Japán | 1–2 (sz.) (0–1, 0–0, 1–0) (h.u.: 0–0) (sz.: 0–1) | Ukrajna | Arena Stožice, Ljubljana Nézőszám: 640 |

| Jegyzőkönyv | Jegyzőkönyv   | Jegyzőkönyv                                                        | Jegyzőkönyv   | Jegyzőkönyv                                                           |
| --- | ------------- | ------------------------------------------------------------------ | ------------- | --------------------------------------------------------------------- |
| | Yuta Narisawa | Kapusok                                                            | Igor Karpenko | Játékvezető: Aleksi Rantala Vonalbírók: Matjaz Hribar Joep Leermakers |
| \| \| 0–1 \| 08:48 – Y. Navarenko (O. Materukhin, O. Shafarenko) \| \| R. Tanaka (H. Terao, M. Suzuki) – 47:16 \| 1–1 \| \| |               |                                                                    |               | Játékvezető: Aleksi Rantala Vonalbírók: Matjaz Hribar Joep Leermakers |
| S. Kuji H. Terao G. Tanaka S. Kuji G. Tanaka                                                                                | Szétlövés     | O. Tymchenko A. Bondaryev K. Kasyanchuk K. Kasyanchuk A. Bondaryev |               | Játékvezető: Aleksi Rantala Vonalbírók: Matjaz Hribar Joep Leermakers |
| 12 perc | Büntetések    | 8 perc                                                             |               | Játékvezető: Aleksi Rantala Vonalbírók: Matjaz Hribar Joep Leermakers |
| 21 | Lövések       | 24                                                                 |               | Játékvezető: Aleksi Rantala Vonalbírók: Matjaz Hribar Joep Leermakers |
| | 0–1           | 08:48 – Y. Navarenko (O. Materukhin, O. Shafarenko)                |               | Játékvezető: Aleksi Rantala Vonalbírók: Matjaz Hribar Joep Leermakers |
| R. Tanaka (H. Terao, M. Suzuki) – 47:16                                                                                     | 1–1           |                                                                    |               | Játékvezető: Aleksi Rantala Vonalbírók: Matjaz Hribar Joep Leermakers |

| 2012. április 21. 16:30 | Magyarország | 4–5 (2–2, 2–2, 0–1) | Nagy-Britannia | Arena Stožice, Ljubljana Nézőszám: 2460 |

| Jegyzőkönyv | Jegyzőkönyv     | Jegyzőkönyv                                       | Jegyzőkönyv    | Jegyzőkönyv                                                            |
| --- | --------------- | ------------------------------------------------- | -------------- | ---------------------------------------------------------------------- |
| | Budai Krisztián | Kapusok                                           | Stephen Murphy | Játékvezető: Eduards Odins Vonalbírók: Damir Rakovic Rudolf Tosenovjan |
| \| \| 0–1 \| 01:53 – J. Phillips (R. Lachowicz, M. Richardson) \| \| Vas M. (Ladányi B., Sofron I.) – 03:05 \| 1–1 \| \| \| Kovács Cs. (Sofron I.) – 06:54 \| 2–1 \| \| \| \| 2–2 \| 17:43 – R. Dowd (D. Phillips, C. Shields) (PP) \| \| Sofron I. (PS) – 21:40 \| 3–2 \| \| \| \| 3–3 \| 34:02 – O. Fussey (C. Shields, D. Meyers) (PP) \| \| Mihály Á. (Láda B., Vas M.) – 36:25 \| 4–3 \| \| \| \| 4–4 \| 39:44 – D. Clarke (M. Richardson, R. Dowd) \| \| \| 4–5 \| 48:29 – R. Dowd (PS) \| |                 |                                                   |                | Játékvezető: Eduards Odins Vonalbírók: Damir Rakovic Rudolf Tosenovjan |
| 12 perc | Büntetések      | 33 perc                                           |                | Játékvezető: Eduards Odins Vonalbírók: Damir Rakovic Rudolf Tosenovjan |
| 23 | Lövések         | 30                                                |                | Játékvezető: Eduards Odins Vonalbírók: Damir Rakovic Rudolf Tosenovjan |
| | 0–1             | 01:53 – J. Phillips (R. Lachowicz, M. Richardson) |                | Játékvezető: Eduards Odins Vonalbírók: Damir Rakovic Rudolf Tosenovjan |
| Vas M. (Ladányi B., Sofron I.) – 03:05 | 1–1             |                                                   |                | Játékvezető: Eduards Odins Vonalbírók: Damir Rakovic Rudolf Tosenovjan |
| Kovács Cs. (Sofron I.) – 06:54 | 2–1             |                                                   |                | Játékvezető: Eduards Odins Vonalbírók: Damir Rakovic Rudolf Tosenovjan |
| | 2–2             | 17:43 – R. Dowd (D. Phillips, C. Shields) (PP)    |                |                                                                        |
| Sofron I. (PS) – 21:40 | 3–2             |                                                   |                |                                                                        |
| | 3–3             | 34:02 – O. Fussey (C. Shields, D. Meyers) (PP)    |                |                                                                        |
| Mihály Á. (Láda B., Vas M.) – 36:25 | 4–3             |                                                   |                |                                                                        |
| | 4–4             | 39:44 – D. Clarke (M. Richardson, R. Dowd)        |                |                                                                        |
| | 4–5             | 48:29 – R. Dowd (PS)                              |                |                                                                        |

| 2012. április 21. 20:00 | Ausztria | 2–3 (0–0, 2–3, 0–0) | Szlovénia | Arena Stožice, Ljubljana Nézőszám: 10500 |

| Jegyzőkönyv | Jegyzőkönyv      | Jegyzőkönyv                             | Jegyzőkönyv    | Jegyzőkönyv                                                       |
| --- | ---------------- | --------------------------------------- | -------------- | ----------------------------------------------------------------- |
| | Fabian Weinhandl | Kapusok                                 | Robert Kristan | Játékvezető: Alexei Ravodin Vonalbírók: Paul Carnathan Matt Traub |
| \| \| 0–1 \| 24:07 – A. Hebar (R. Pajič) \| \| G. Unterluggauer (G. Baumgartner, M. Schumnig) – 25:46 \| 1–1 \| \| \| \| 1–2 \| 26:08 – M. Rodman (A. Music, D. Rodman) \| \| T. Raffl (T. Hundertpfund) (PP) – 28:09 \| 2–2 \| \| \| \| 2–3 \| 37:10 – A. Kranjc (D. Rodman) \| |                  |                                         |                | Játékvezető: Alexei Ravodin Vonalbírók: Paul Carnathan Matt Traub |
| 6 perc | Büntetések       | 22 perc                                 |                | Játékvezető: Alexei Ravodin Vonalbírók: Paul Carnathan Matt Traub |
| 25 | Lövések          | 28                                      |                | Játékvezető: Alexei Ravodin Vonalbírók: Paul Carnathan Matt Traub |
| | 0–1              | 24:07 – A. Hebar (R. Pajič)             |                | Játékvezető: Alexei Ravodin Vonalbírók: Paul Carnathan Matt Traub |
| G. Unterluggauer (G. Baumgartner, M. Schumnig) – 25:46 | 1–1              |                                         |                | Játékvezető: Alexei Ravodin Vonalbírók: Paul Carnathan Matt Traub |
| | 1–2              | 26:08 – M. Rodman (A. Music, D. Rodman) |                | Játékvezető: Alexei Ravodin Vonalbírók: Paul Carnathan Matt Traub |
| T. Raffl (T. Hundertpfund) (PP) – 28:09 | 2–2              |                                         |                |                                                                   |
| | 2–3              | 37:10 – A. Kranjc (D. Rodman)           |                |                                                                   |

### B csoport
| Jelmagyarázat               |
| --------------------------- |
| Feljutott a divízió I A-ba. |
| Kiesett a divízió II A-ba.  |

| Nemzet        | M | Gy | HGy | HV | V | G+ | G- | Gk  | P  |
| ------------- | - | -- | --- | -- | - | -- | -- | --- | -- |
| Dél-Korea     | 5 | 4  | 1   | 0  | 0 | 24 | 10 | +14 | 14 |
| Lengyelország | 5 | 4  | 0   | 0  | 1 | 31 | 7  | +24 | 12 |
| Hollandia     | 5 | 3  | 0   | 1  | 1 | 21 | 13 | +8  | 10 |
| Románia       | 5 | 2  | 0   | 0  | 3 | 13 | 28 | −15 | 6  |
| Litvánia      | 5 | 1  | 0   | 0  | 4 | 9  | 27 | –18 | 3  |
| Ausztrália    | 5 | 0  | 0   | 0  | 5 | 14 | 27 | −13 | 0  |

| 2012. április 15. 13:00 | Ausztrália | 4–8 (3–3, 1–1, 0–4) | Dél-Korea | Krynica Ice Stadium, Krynica Nézőszám: 450 |

| Jegyzőkönyv | Jegyzőkönyv    | Jegyzőkönyv                          | Jegyzőkönyv    | Jegyzőkönyv                                                       |
| --- | -------------- | ------------------------------------ | -------------- | ----------------------------------------------------------------- |
| | Anthony Kimlin | Kapusok                              | Eum Hyun-seung | Játékvezető: Stephan Bauer Vonalbírók: Tomas Orolin Mariusz Smura |
| \| \| 0–1 \| 03:37 – Kim H. (Lee Y., Kim G.) (PP) \| \| \| 0–2 \| 05:01 – Lee Y. (Kim K., Lee D.) \| \| T. Powell (J. Hughes) – 10:10 \| 1–2 \| \| \| T. Powell (J. Hughes, L. Webster) – 15:05 \| 2–2 \| \| \| \| 2–3 \| 19:00 – Kim W. (SH) \| \| J. Harding (A. White) (PP2) – 19:23 \| 3–3 \| \| \| L. Webster (T. Powell) (PP) – 24:43 \| 4–3 \| \| \| \| 4–4 \| 32:29 – Lee Y. (Lee D.) \| \| \| 4–5 \| 44:05 – Park W. (Lee Y., Kim D.) \| \| \| 4–6 \| 55:47 – Kim K. (Park W.) \| \| \| 4–7 \| 57:18 – Kim G. (Kim S., Sin S.) \| \| \| 4–8 \| 59:58 – Kim S. (Kim G., Sin S.) \| |                |                                      |                | Játékvezető: Stephan Bauer Vonalbírók: Tomas Orolin Mariusz Smura |
| 8 perc | Büntetések     | 18 perc                              |                | Játékvezető: Stephan Bauer Vonalbírók: Tomas Orolin Mariusz Smura |
| 28 | Lövések        | 39                                   |                | Játékvezető: Stephan Bauer Vonalbírók: Tomas Orolin Mariusz Smura |
| | 0–1            | 03:37 – Kim H. (Lee Y., Kim G.) (PP) |                | Játékvezető: Stephan Bauer Vonalbírók: Tomas Orolin Mariusz Smura |
| | 0–2            | 05:01 – Lee Y. (Kim K., Lee D.)      |                | Játékvezető: Stephan Bauer Vonalbírók: Tomas Orolin Mariusz Smura |
| T. Powell (J. Hughes) – 10:10 | 1–2            |                                      |                | Játékvezető: Stephan Bauer Vonalbírók: Tomas Orolin Mariusz Smura |
| T. Powell (J. Hughes, L. Webster) – 15:05 | 2–2            |                                      |                |                                                                   |
| | 2–3            | 19:00 – Kim W. (SH)                  |                |                                                                   |
| J. Harding (A. White) (PP2) – 19:23 | 3–3            |                                      |                |                                                                   |
| L. Webster (T. Powell) (PP) – 24:43 | 4–3            |                                      |                |                                                                   |
| | 4–4            | 32:29 – Lee Y. (Lee D.)              |                |                                                                   |
| | 4–5            | 44:05 – Park W. (Lee Y., Kim D.)     |                |                                                                   |
| | 4–6            | 55:47 – Kim K. (Park W.)             |                |                                                                   |
| | 4–7            | 57:18 – Kim G. (Kim S., Sin S.)      |                |                                                                   |
| | 4–8            | 59:58 – Kim S. (Kim G., Sin S.)      |                |                                                                   |

| 2012. április 15. 16:30 | Románia | 1–4 (0–0, 1–3, 0–1) | Hollandia | Krynica Ice Stadium, Krynica Nézőszám: 250 |

| Jegyzőkönyv | Jegyzőkönyv            | Jegyzőkönyv                                               | Jegyzőkönyv   | Jegyzőkönyv                                                      |
| --- | ---------------------- | --------------------------------------------------------- | ------------- | ---------------------------------------------------------------- |
| | Adrian Cornea-Catrinoi | Kapusok                                                   | Ian Meierdres | Játékvezető: Pavel Hodek Vonalbírók: Andrew Dalton Raivis Jucers |
| \| R. Gliga (T. Becze) – 27:53 \| 1–0 \| \| \| \| 1–1 \| 34:21 – I. van den Heuvel (L. van Sloun) (PP2) \| \| \| 1–2 \| 35:23 – D. Hagemeijer (J. van Oorschot, B. Willemse) (PP) \| \| \| 1–3 \| 38:31 – D. Hagemeijer (K. Bruijsten, N. de Jong) \| \| \| 1–4 \| 56:55 – M. Kras (L. Houkes, L. van Slound) \| |                        |                                                           |               | Játékvezető: Pavel Hodek Vonalbírók: Andrew Dalton Raivis Jucers |
| 14 perc | Büntetések             | 14 perc                                                   |               | Játékvezető: Pavel Hodek Vonalbírók: Andrew Dalton Raivis Jucers |
| 24 | Lövések                | 25                                                        |               | Játékvezető: Pavel Hodek Vonalbírók: Andrew Dalton Raivis Jucers |
| R. Gliga (T. Becze) – 27:53 | 1–0                    |                                                           |               | Játékvezető: Pavel Hodek Vonalbírók: Andrew Dalton Raivis Jucers |
| | 1–1                    | 34:21 – I. van den Heuvel (L. van Sloun) (PP2)            |               | Játékvezető: Pavel Hodek Vonalbírók: Andrew Dalton Raivis Jucers |
| | 1–2                    | 35:23 – D. Hagemeijer (J. van Oorschot, B. Willemse) (PP) |               | Játékvezető: Pavel Hodek Vonalbírók: Andrew Dalton Raivis Jucers |
| | 1–3                    | 38:31 – D. Hagemeijer (K. Bruijsten, N. de Jong)          |               |                                                                  |
| | 1–4                    | 56:55 – M. Kras (L. Houkes, L. van Slound)                |               |                                                                  |

| 2012. április 15. 20:00 | Litvánia | 0–9 (0–2, 0–4, 0–3) | Lengyelország | Krynica Ice Stadium, Krynica Nézőszám: 3000 |

| Jegyzőkönyv | Jegyzőkönyv          | Jegyzőkönyv                                       | Jegyzőkönyv        | Jegyzőkönyv                                                           |
| --- | -------------------- | ------------------------------------------------- | ------------------ | --------------------------------------------------------------------- |
| | Nerijus Dauksevicius | Kapusok                                           | Przemyslaw Odrobny | Játékvezető: Daniel Stricker Vonalbírók: Jani Pesonen Trpimir Piragic |
| \| \| 0–1 \| 10:11 – P. Sarnik (T. Malasinski, P. Wajda) (PP) \| \| \| 0–2 \| 11:55 – K. Dziubinski (J. Witecki, T. Malasinski) \| \| \| 0–3 \| 20:31 – L. Laszkiewicz (D. Slabon, P. Sarnik) \| \| \| 0–4 \| 24:42 – M. Kolusz (K. Zapala) \| \| \| 0–5 \| 33:15 – M. Csorich (G. Pasiut, J. Rzeszutko) \| \| \| 0–6 \| 39:13 – M. Lopuski (M. Kolusz, P. Dronia) \| \| \| 0–7 \| 46:44 – G. Pasiut \| \| \| 0–8 \| 47:27 – K. Dziubinski (M. Csorich, P. Wajda) \| \| \| 0–9 \| 55:53 – P. Dawel (D. Kapica) (PP2) \| |                      |                                                   |                    | Játékvezető: Daniel Stricker Vonalbírók: Jani Pesonen Trpimir Piragic |
| 14 perc | Büntetések           | 4 perc                                            |                    | Játékvezető: Daniel Stricker Vonalbírók: Jani Pesonen Trpimir Piragic |
| 9 | Lövések              | 41                                                |                    | Játékvezető: Daniel Stricker Vonalbírók: Jani Pesonen Trpimir Piragic |
| | 0–1                  | 10:11 – P. Sarnik (T. Malasinski, P. Wajda) (PP)  |                    | Játékvezető: Daniel Stricker Vonalbírók: Jani Pesonen Trpimir Piragic |
| | 0–2                  | 11:55 – K. Dziubinski (J. Witecki, T. Malasinski) |                    | Játékvezető: Daniel Stricker Vonalbírók: Jani Pesonen Trpimir Piragic |
| | 0–3                  | 20:31 – L. Laszkiewicz (D. Slabon, P. Sarnik)     |                    | Játékvezető: Daniel Stricker Vonalbírók: Jani Pesonen Trpimir Piragic |
| | 0–4                  | 24:42 – M. Kolusz (K. Zapala)                     |                    |                                                                       |
| | 0–5                  | 33:15 – M. Csorich (G. Pasiut, J. Rzeszutko)      |                    |                                                                       |
| | 0–6                  | 39:13 – M. Lopuski (M. Kolusz, P. Dronia)         |                    |                                                                       |
| | 0–7                  | 46:44 – G. Pasiut                                 |                    |                                                                       |
| | 0–8                  | 47:27 – K. Dziubinski (M. Csorich, P. Wajda)      |                    |                                                                       |
| | 0–9                  | 55:53 – P. Dawel (D. Kapica) (PP2)                |                    |                                                                       |

| 2012. április 16. 13:00 | Hollandia | 6–2 (1–1, 3–1, 2–0) | Ausztrália | Krynica Ice Stadium, Krynica Nézőszám: 150 |

| Jegyzőkönyv | Jegyzőkönyv   | Jegyzőkönyv                    | Jegyzőkönyv    | Jegyzőkönyv                                                            |
| --- | ------------- | ------------------------------ | -------------- | ---------------------------------------------------------------------- |
| | Ian Meierdres | Kapusok                        | Olivier Martin | Játékvezető: Daniel Stricker Vonalbírók: Trpimir Piragic Mariusz Smura |
| \| \| 0–1 \| 00:37 – N. Walker \| \| K. Bruijsten (M. Bruijsten) – 18:04 \| 1–1 \| \| \| M. Dalhuisen (M. Postma, A. Demelinne) – 26:56 \| 2–1 \| \| \| M. Kars (L. van Sloun) (PP) – 28:29 \| 3–1 \| \| \| M. Postma (M. Kars, L. Houkes) (PP) – 34:28 \| 4–1 \| \| \| \| 4–2 \| 37:53 – L. Webster (J. Hughes) \| \| D. Hagemeijer (M. Dalhuisen) (PP) – 47:57 \| 5–2 \| \| \| K. Bruijsten (D. Hagemeijer, J. van Oorschot) (PP) – 51:45 \| 6–2 \| \| |               |                                |                | Játékvezető: Daniel Stricker Vonalbírók: Trpimir Piragic Mariusz Smura |
| 8 perc | Büntetések    | 71 perc                        |                | Játékvezető: Daniel Stricker Vonalbírók: Trpimir Piragic Mariusz Smura |
| 49 | Lövések       | 22                             |                | Játékvezető: Daniel Stricker Vonalbírók: Trpimir Piragic Mariusz Smura |
| | 0–1           | 00:37 – N. Walker              |                | Játékvezető: Daniel Stricker Vonalbírók: Trpimir Piragic Mariusz Smura |
| K. Bruijsten (M. Bruijsten) – 18:04 | 1–1           |                                |                | Játékvezető: Daniel Stricker Vonalbírók: Trpimir Piragic Mariusz Smura |
| M. Dalhuisen (M. Postma, A. Demelinne) – 26:56 | 2–1           |                                |                | Játékvezető: Daniel Stricker Vonalbírók: Trpimir Piragic Mariusz Smura |
| M. Kars (L. van Sloun) (PP) – 28:29 | 3–1           |                                |                |                                                                        |
| M. Postma (M. Kars, L. Houkes) (PP) – 34:28 | 4–1           |                                |                |                                                                        |
| | 4–2           | 37:53 – L. Webster (J. Hughes) |                |                                                                        |
| D. Hagemeijer (M. Dalhuisen) (PP) – 47:57 | 5–2           |                                |                |                                                                        |
| K. Bruijsten (D. Hagemeijer, J. van Oorschot) (PP) – 51:45 | 6–2           |                                |                |                                                                        |

| 2012. április 16. 16:30 | Dél-Korea | 3–0 (3–0, 0–0, 0–0) | Litvánia | Krynica Ice Stadium, Krynica Nézőszám: 100 |

| Jegyzőkönyv | Jegyzőkönyv                 | Jegyzőkönyv | Jegyzőkönyv    | Jegyzőkönyv                                                  |
| --- | --------------------------- | ----------- | -------------- | ------------------------------------------------------------ |
| | Eum Hyun-seung Park Sung-je | Kapusok     | Mantas Armalis | Játékvezető: Matt Kirk Vonalbírók: Kenji Kosaka Tomas Orolin |
| \| Kim G. (Sin S., Kim S.) – 12:52 \| 1–0 \| \| \| Kim W. (Kim Y., Lee Y.) – 17:23 \| 2–0 \| \| \| Park W. (Kim K.) – 19:47 \| 3–0 \| \| |                             |             |                | Játékvezető: Matt Kirk Vonalbírók: Kenji Kosaka Tomas Orolin |
| 10 perc | Büntetések                  | 14 perc     |                | Játékvezető: Matt Kirk Vonalbírók: Kenji Kosaka Tomas Orolin |
| 40 | Lövések                     | 13          |                | Játékvezető: Matt Kirk Vonalbírók: Kenji Kosaka Tomas Orolin |
| Kim G. (Sin S., Kim S.) – 12:52 | 1–0                         |             |                | Játékvezető: Matt Kirk Vonalbírók: Kenji Kosaka Tomas Orolin |
| Kim W. (Kim Y., Lee Y.) – 17:23 | 2–0                         |             |                | Játékvezető: Matt Kirk Vonalbírók: Kenji Kosaka Tomas Orolin |
| Park W. (Kim K.) – 19:47 | 3–0                         |             |                | Játékvezető: Matt Kirk Vonalbírók: Kenji Kosaka Tomas Orolin |

| 2012. április 16. 20:00 | Lengyelország | 10–0 (3–0, 3–0, 4–0) | Románia | Krynica Ice Stadium, Krynica Nézőszám: 1500 |

| Jegyzőkönyv | Jegyzőkönyv        | Jegyzőkönyv | Jegyzőkönyv                           | Jegyzőkönyv                                                       |
| --- | ------------------ | ----------- | ------------------------------------- | ----------------------------------------------------------------- |
| | Przemyslaw Odrobny | Kapusok     | Gellert Ruczuj Adrian Catrinoi Cornea | Játékvezető: Stephan Bauer Vonalbírók: Andrew Dalton Jani Pesonen |
| \| M. Lopuski (K. Zalapa, M. Kolusz) – 01:07 \| 1–0 \| \| \| K. Zalapa (M. Kolusz, P. Dronia) – 16:15 \| 2–0 \| \| \| D. Slabon (L. Lasziewicz, A. Borzecki) (PP) – 19:49 \| 3–0 \| \| \| M. Lopuski (A. Borzecki, M. Kolusz) (PP) – 26:40 \| 4–0 \| \| \| L. Lasziewicz (A. Borzecki, D. Slabon) – 32:17 \| 5–0 \| \| \| D. Slabon (L. Lasziewicz, P. Wajda) (PP) – 38:59 \| 6–0 \| \| \| J. Rzeszutko (G. Pasiut, A. Borzecki) – 47:01 \| 7–0 \| \| \| L. Lasziewicz (D. Slabon) (PP) – 47:52 \| 8–0 \| \| \| K. Dziubinski (M. Csorich, P. Wajda) – 52:55 \| 9–0 \| \| \| K. Dziubinski (M. Kolusz, A. Borzecki) (PP) – 58:58 \| 10–0 \| \| |                    |             |                                       | Játékvezető: Stephan Bauer Vonalbírók: Andrew Dalton Jani Pesonen |
| 12 perc | Büntetések         | 18 perc     |                                       | Játékvezető: Stephan Bauer Vonalbírók: Andrew Dalton Jani Pesonen |
| 42 | Lövések            | 19          |                                       | Játékvezető: Stephan Bauer Vonalbírók: Andrew Dalton Jani Pesonen |
| M. Lopuski (K. Zalapa, M. Kolusz) – 01:07 | 1–0                |             |                                       | Játékvezető: Stephan Bauer Vonalbírók: Andrew Dalton Jani Pesonen |
| K. Zalapa (M. Kolusz, P. Dronia) – 16:15 | 2–0                |             |                                       | Játékvezető: Stephan Bauer Vonalbírók: Andrew Dalton Jani Pesonen |
| D. Slabon (L. Lasziewicz, A. Borzecki) (PP) – 19:49 | 3–0                |             |                                       | Játékvezető: Stephan Bauer Vonalbírók: Andrew Dalton Jani Pesonen |
| M. Lopuski (A. Borzecki, M. Kolusz) (PP) – 26:40 | 4–0                |             |                                       |                                                                   |
| L. Lasziewicz (A. Borzecki, D. Slabon) – 32:17 | 5–0                |             |                                       |                                                                   |
| D. Slabon (L. Lasziewicz, P. Wajda) (PP) – 38:59 | 6–0                |             |                                       |                                                                   |
| J. Rzeszutko (G. Pasiut, A. Borzecki) – 47:01 | 7–0                |             |                                       |                                                                   |
| L. Lasziewicz (D. Slabon) (PP) – 47:52 | 8–0                |             |                                       |                                                                   |
| K. Dziubinski (M. Csorich, P. Wajda) – 52:55 | 9–0                |             |                                       |                                                                   |
| K. Dziubinski (M. Kolusz, A. Borzecki) (PP) – 58:58 | 10–0               |             |                                       |                                                                   |

| 2012. április 18. 13:00 | Dél-Korea | 6–1 (3–0, 1–0, 2–1) | Románia | Krynica Ice Stadium, Krynica Nézőszám: 150 |

| Jegyzőkönyv | Jegyzőkönyv   | Jegyzőkönyv                                 | Jegyzőkönyv                           | Jegyzőkönyv                                                       |
| --- | ------------- | ------------------------------------------- | ------------------------------------- | ----------------------------------------------------------------- |
| | Eum Hyun-seun | Kapusok                                     | Gellert Ruczuj Adrian Catrinoi Cornea | Játékvezető: Stephan Bauer Vonalbírók: Raivis Jucers Tomas Orolin |
| \| Lee Yo. (Kim W., Kim S.) (PP) – 11:16 \| 1–0 \| \| \| Ahn H. (Jung B., Oh H.) – 13:04 \| 2–0 \| \| \| Kim H. (Jung B., Ahn H.) – 16:02 \| 3–0 \| \| \| Lee Yu. (Lee D.) (PP) – 29:21 \| 4–0 \| \| \| Kim H. (Kim W.) (SH) – 45:34 \| 5–0 \| \| \| Lee Yu. (Park W., Kim D.) – 55:38 \| 6–0 \| \| \| \| 6–1 \| 59:56 – Z. Molnar (C. Virag, Z. Antal) (PP) \| |               |                                             |                                       | Játékvezető: Stephan Bauer Vonalbírók: Raivis Jucers Tomas Orolin |
| 16 perc | Büntetések    | 33 perc                                     |                                       | Játékvezető: Stephan Bauer Vonalbírók: Raivis Jucers Tomas Orolin |
| 29 | Lövések       | 22                                          |                                       | Játékvezető: Stephan Bauer Vonalbírók: Raivis Jucers Tomas Orolin |
| Lee Yo. (Kim W., Kim S.) (PP) – 11:16 | 1–0           |                                             |                                       | Játékvezető: Stephan Bauer Vonalbírók: Raivis Jucers Tomas Orolin |
| Ahn H. (Jung B., Oh H.) – 13:04 | 2–0           |                                             |                                       | Játékvezető: Stephan Bauer Vonalbírók: Raivis Jucers Tomas Orolin |
| Kim H. (Jung B., Ahn H.) – 16:02 | 3–0           |                                             |                                       | Játékvezető: Stephan Bauer Vonalbírók: Raivis Jucers Tomas Orolin |
| Lee Yu. (Lee D.) (PP) – 29:21 | 4–0           |                                             |                                       |                                                                   |
| Kim H. (Kim W.) (SH) – 45:34 | 5–0           |                                             |                                       |                                                                   |
| Lee Yu. (Park W., Kim D.) – 55:38 | 6–0           |                                             |                                       |                                                                   |
| | 6–1           | 59:56 – Z. Molnar (C. Virag, Z. Antal) (PP) |                                       |                                                                   |

| 2012. április 18. 16:30 | Ausztrália | 2–3 (0–2, 2–1, 0–0) | Litvánia | Krynica Ice Stadium, Krynica Nézőszám: 170 |

| Jegyzőkönyv | Jegyzőkönyv    | Jegyzőkönyv                                           | Jegyzőkönyv    | Jegyzőkönyv                                                       |
| --- | -------------- | ----------------------------------------------------- | -------------- | ----------------------------------------------------------------- |
| | Anthony Kimlin | Kapusok                                               | Mantas Armalis | Játékvezető: Pavel Hodek Vonalbírók: Jani Pesonen Trpimir Piragic |
| \| \| 0–1 \| 04:49 – P. Rulevičius (D. Bogdziul) \| \| \| 0–2 \| 08:52 – N. Ališauskas (D. Pliskauskas, M. Kieras) \| \| M. Schlamp (A. White) – 23:30 \| 1–2 \| \| \| \| 1–3 \| 28:38 – N. Ališauskas (M. Kieras, D. Kulevičius) (PP) \| \| T. Graham (G. Oddy) (PP) – 39:59 \| 2–3 \| \| |                |                                                       |                | Játékvezető: Pavel Hodek Vonalbírók: Jani Pesonen Trpimir Piragic |
| 12 perc | Büntetések     | 12 perc                                               |                | Játékvezető: Pavel Hodek Vonalbírók: Jani Pesonen Trpimir Piragic |
| 29 | Lövések        | 33                                                    |                | Játékvezető: Pavel Hodek Vonalbírók: Jani Pesonen Trpimir Piragic |
| | 0–1            | 04:49 – P. Rulevičius (D. Bogdziul)                   |                | Játékvezető: Pavel Hodek Vonalbírók: Jani Pesonen Trpimir Piragic |
| | 0–2            | 08:52 – N. Ališauskas (D. Pliskauskas, M. Kieras)     |                | Játékvezető: Pavel Hodek Vonalbírók: Jani Pesonen Trpimir Piragic |
| M. Schlamp (A. White) – 23:30 | 1–2            |                                                       |                | Játékvezető: Pavel Hodek Vonalbírók: Jani Pesonen Trpimir Piragic |
| | 1–3            | 28:38 – N. Ališauskas (M. Kieras, D. Kulevičius) (PP) |                |                                                                   |
| T. Graham (G. Oddy) (PP) – 39:59 | 2–3            |                                                       |                |                                                                   |

| 2012. április 18. 20:00 | Lengyelország | 5–1 (2–0, 1–0, 2–1) | Hollandia | Krynica Ice Stadium, Krynica Nézőszám: 1900 |

| Jegyzőkönyv | Jegyzőkönyv        | Jegyzőkönyv                                             | Jegyzőkönyv   | Jegyzőkönyv                                                   |
| --- | ------------------ | ------------------------------------------------------- | ------------- | ------------------------------------------------------------- |
| | Przemyslaw Odrobny | Kapusok                                                 | Ian Meierdres | Játékvezető: Matt Kirk Vonalbírók: Andrew Dalton Kenji Kosaka |
| \| L. Laszkiewicz (P. Sarnik, J. Gabrys) – 08:01 \| 1–0 \| \| \| M. Kolusz (M. Lopuski, M. Rompkowski) – 08:18 \| 2–0 \| \| \| M. Lopuski (SH) – 30:12 \| 3–0 \| \| \| M. Kolusz (K. Zapala, J. Gabrys) (SH) – 48:08 \| 4–0 \| \| \| \| 4–1 \| 53:41 – M. Dalhuisen (D. Hagemeijer, K. Bruijsten) (PP) \| \| J. Rzeszutko (J. Witecki, M. Urbanowcz) – 55:42 \| 5–1 \| \| |                    |                                                         |               | Játékvezető: Matt Kirk Vonalbírók: Andrew Dalton Kenji Kosaka |
| 16 perc | Büntetések         | 10 perc                                                 |               | Játékvezető: Matt Kirk Vonalbírók: Andrew Dalton Kenji Kosaka |
| 37 | Lövések            | 19                                                      |               | Játékvezető: Matt Kirk Vonalbírók: Andrew Dalton Kenji Kosaka |
| L. Laszkiewicz (P. Sarnik, J. Gabrys) – 08:01 | 1–0                |                                                         |               | Játékvezető: Matt Kirk Vonalbírók: Andrew Dalton Kenji Kosaka |
| M. Kolusz (M. Lopuski, M. Rompkowski) – 08:18 | 2–0                |                                                         |               | Játékvezető: Matt Kirk Vonalbírók: Andrew Dalton Kenji Kosaka |
| M. Lopuski (SH) – 30:12 | 3–0                |                                                         |               | Játékvezető: Matt Kirk Vonalbírók: Andrew Dalton Kenji Kosaka |
| M. Kolusz (K. Zapala, J. Gabrys) (SH) – 48:08 | 4–0                |                                                         |               |                                                               |
| | 4–1                | 53:41 – M. Dalhuisen (D. Hagemeijer, K. Bruijsten) (PP) |               |                                                               |
| J. Rzeszutko (J. Witecki, M. Urbanowcz) – 55:42 | 5–1                |                                                         |               |                                                               |

| 2012. április 19. 13:00 | Litvánia | 5–6 (3–1, 1–2, 1–3) | Románia | Krynica Ice Stadium, Krynica Nézőszám: 140 |

| Jegyzőkönyv | Jegyzőkönyv    | Jegyzőkönyv                                      | Jegyzőkönyv            | Jegyzőkönyv                                                     |
| --- | -------------- | ------------------------------------------------ | ---------------------- | --------------------------------------------------------------- |
| | Mantas Armalis | Kapusok                                          | Adrian Catrinoi Cornea | Játékvezető: Matt Kirk Vonalbírók: Kenji Kosaka Trpimir Piragic |
| \| \| 0–1 \| 06:12 – A. Góga (Z. Molnár, C. Virág) \| \| N. Ališauskas (A. Bendzius) (PP) – 11:50 \| 1–1 \| \| \| A. Bendzius (D. Pliskauskas, D. Kulevičius) – 12:51 \| 2–1 \| \| \| M. Kieras (D. Pliskauskas, D. Bogdziul) – 17:23 \| 3–1 \| \| \| \| 3–2 \| 25:57 – Y. Pysarenko (E. Moldovan, L. Zsók) (SH) \| \| \| 3–3 \| 33:25 – O. Biro (S. Papp, I. Nagy) \| \| D. Pliskauskas (N. Ališauskas) – 39:41 \| 4–3 \| \| \| D. Pliskauskas (A. Katulis) – 41:03 \| 5–3 \| \| \| \| 5–4 \| 56:14 – E. Mihály (Z. Molnár, A. Góga) (PP) \| \| \| 5–5 \| 56:28 – I. Nagy (E. Moldovan, O. Biro) \| \| \| 5–6 \| 58:13 – I. Nagy (O. Biro, E. Moldovan) \| |                |                                                  |                        | Játékvezető: Matt Kirk Vonalbírók: Kenji Kosaka Trpimir Piragic |
| 8 perc | Büntetések     | 10 perc                                          |                        | Játékvezető: Matt Kirk Vonalbírók: Kenji Kosaka Trpimir Piragic |
| 33 | Lövések        | 42                                               |                        | Játékvezető: Matt Kirk Vonalbírók: Kenji Kosaka Trpimir Piragic |
| | 0–1            | 06:12 – A. Góga (Z. Molnár, C. Virág)            |                        | Játékvezető: Matt Kirk Vonalbírók: Kenji Kosaka Trpimir Piragic |
| N. Ališauskas (A. Bendzius) (PP) – 11:50 | 1–1            |                                                  |                        | Játékvezető: Matt Kirk Vonalbírók: Kenji Kosaka Trpimir Piragic |
| A. Bendzius (D. Pliskauskas, D. Kulevičius) – 12:51 | 2–1            |                                                  |                        | Játékvezető: Matt Kirk Vonalbírók: Kenji Kosaka Trpimir Piragic |
| M. Kieras (D. Pliskauskas, D. Bogdziul) – 17:23 | 3–1            |                                                  |                        |                                                                 |
| | 3–2            | 25:57 – Y. Pysarenko (E. Moldovan, L. Zsók) (SH) |                        |                                                                 |
| | 3–3            | 33:25 – O. Biro (S. Papp, I. Nagy)               |                        |                                                                 |
| D. Pliskauskas (N. Ališauskas) – 39:41 | 4–3            |                                                  |                        |                                                                 |
| D. Pliskauskas (A. Katulis) – 41:03 | 5–3            |                                                  |                        |                                                                 |
| | 5–4            | 56:14 – E. Mihály (Z. Molnár, A. Góga) (PP)      |                        |                                                                 |
| | 5–5            | 56:28 – I. Nagy (E. Moldovan, O. Biro)           |                        |                                                                 |
| | 5–6            | 58:13 – I. Nagy (O. Biro, E. Moldovan)           |                        |                                                                 |

| 2012. április 19. 16:30 | Hollandia | 3–4 (h.u.) (1–2, 0–1, 2–0) (h.u. 0–1) | Dél-Korea | Krynica Ice Stadium, Krynica Nézőszám: 85 |

| Jegyzőkönyv | Jegyzőkönyv   | Jegyzőkönyv                     | Jegyzőkönyv    | Jegyzőkönyv                                                          |
| --- | ------------- | ------------------------------- | -------------- | -------------------------------------------------------------------- |
| | Ian Meierdres | Kapusok                         | Eum Hyun-seung | Játékvezető: Daniel Stricker Vonalbírók: Andrew Dalton Mariusz Smura |
| \| M. Bruijsten (D. Hagemeijer, K. Bruijsten) (PP) – 05:09 \| 1–0 \| \| \| \| 1–1 \| 13:48 – Lee Y. (Kim W.) (SH) \| \| \| 1–2 \| 19:19 – Kim K. (Lee Y., Kim D.) \| \| \| 1–3 \| 32:47 – Kim G. (Oh H.) \| \| A. Demelinne (J-J. Natte, M. Postma) (PP) – 43:30 \| 2–3 \| \| \| A. Demelinne (M. Postma, I. van den Heuvel) (PP) – 51:03 \| 3–3 \| \| \| \| 3–4 \| 63:39 – Kim W. (Sin S.) \| |               |                                 |                | Játékvezető: Daniel Stricker Vonalbírók: Andrew Dalton Mariusz Smura |
| 10 perc | Büntetések    | 10 perc                         |                | Játékvezető: Daniel Stricker Vonalbírók: Andrew Dalton Mariusz Smura |
| 29 | Lövések       | 36                              |                | Játékvezető: Daniel Stricker Vonalbírók: Andrew Dalton Mariusz Smura |
| M. Bruijsten (D. Hagemeijer, K. Bruijsten) (PP) – 05:09 | 1–0           |                                 |                | Játékvezető: Daniel Stricker Vonalbírók: Andrew Dalton Mariusz Smura |
| | 1–1           | 13:48 – Lee Y. (Kim W.) (SH)    |                | Játékvezető: Daniel Stricker Vonalbírók: Andrew Dalton Mariusz Smura |
| | 1–2           | 19:19 – Kim K. (Lee Y., Kim D.) |                | Játékvezető: Daniel Stricker Vonalbírók: Andrew Dalton Mariusz Smura |
| | 1–3           | 32:47 – Kim G. (Oh H.)          |                |                                                                      |
| A. Demelinne (J-J. Natte, M. Postma) (PP) – 43:30 | 2–3           |                                 |                |                                                                      |
| A. Demelinne (M. Postma, I. van den Heuvel) (PP) – 51:03 | 3–3           |                                 |                |                                                                      |
| | 3–4           | 63:39 – Kim W. (Sin S.)         |                |                                                                      |

| 2012. április 19. 20:00 | Lengyelország | 5–3 (1–0, 3–2, 1–1) | Ausztrália | Krynica Ice Stadium, Krynica Nézőszám: 2000 |

| Jegyzőkönyv | Jegyzőkönyv    | Jegyzőkönyv                        | Jegyzőkönyv    | Jegyzőkönyv                                                     |
| --- | -------------- | ---------------------------------- | -------------- | --------------------------------------------------------------- |
| | Kamil Kosowski | Kapusok                            | Anthony Kimlin | Játékvezető: Pavel Hodek Vonalbírók: Raivis Jucers Jani Pesonen |
| \| J. Rzeszutko (M. Kolusz) – 14:33 \| 1–0 \| \| \| \| 1–1 \| 20:27 – N. Walker \| \| J. Witecki (M. Urbanowicz) – 35:18 \| 2–1 \| \| \| M. Kolusz (M. Csorich) – 37:49 \| 3–1 \| \| \| P. Dronia (M. Urbanowicz) – 38:44 \| 4–1 \| \| \| \| 4–2 \| 38:59 – S. Stephenson (G. Hyde) \| \| D. Slabon (L. Laszkiewicz) – 44:23 \| 5–2 \| \| \| \| 5–3 \| 59:42 – T. Stephenson (J. Seymour) \| |                |                                    |                | Játékvezető: Pavel Hodek Vonalbírók: Raivis Jucers Jani Pesonen |
| 14 perc | Büntetések     | 14 perc                            |                | Játékvezető: Pavel Hodek Vonalbírók: Raivis Jucers Jani Pesonen |
| 45 | Lövések        | 22                                 |                | Játékvezető: Pavel Hodek Vonalbírók: Raivis Jucers Jani Pesonen |
| J. Rzeszutko (M. Kolusz) – 14:33 | 1–0            |                                    |                | Játékvezető: Pavel Hodek Vonalbírók: Raivis Jucers Jani Pesonen |
| | 1–1            | 20:27 – N. Walker                  |                | Játékvezető: Pavel Hodek Vonalbírók: Raivis Jucers Jani Pesonen |
| J. Witecki (M. Urbanowicz) – 35:18 | 2–1            |                                    |                | Játékvezető: Pavel Hodek Vonalbírók: Raivis Jucers Jani Pesonen |
| M. Kolusz (M. Csorich) – 37:49 | 3–1            |                                    |                |                                                                 |
| P. Dronia (M. Urbanowicz) – 38:44 | 4–1            |                                    |                |                                                                 |
| | 4–2            | 38:59 – S. Stephenson (G. Hyde)    |                |                                                                 |
| D. Slabon (L. Laszkiewicz) – 44:23 | 5–2            |                                    |                |                                                                 |
| | 5–3            | 59:42 – T. Stephenson (J. Seymour) |                |                                                                 |

| 2012. április 21. 13:00 | Hollandia | 7–1 (2–0, 1–1, 4–0) | Litvánia | Krynica Ice Stadium, Krynica Nézőszám: 70 |

| Jegyzőkönyv | Jegyzőkönyv   | Jegyzőkönyv                           | Jegyzőkönyv    | Jegyzőkönyv                                                      |
| --- | ------------- | ------------------------------------- | -------------- | ---------------------------------------------------------------- |
| | Ian Meierdres | Kapusok                               | Mantas Armalis | Játékvezető: Pavel Hodek Vonalbírók: Raivis Jucers Mariusz Smura |
| \| J-J. Natte (A. Demelinne) – 16:39 \| 1–0 \| \| \| D. Hagemeijer (M. Bruijsten) – 18:23 \| 2–0 \| \| \| \| 2–1 \| 27:22 – D. Bogdziul (P. Nauseda) (PP) \| \| A. Demelinne (M. Postma) – 32:22 \| 3–1 \| \| \| D. Hagemeijer (M. Dalhuisen, K. Bruijsten) (PP) – 44:01 \| 4–1 \| \| \| L. Houkes (M. Kars) – 44:59 \| 5–1 \| \| \| M. Postma (M. Dalhuisen, B. Willemse) (PP) – 46:50 \| 6–1 \| \| \| I. van den Heuvel (M. Kars) (SH) – 52:02 \| 7–1 \| \| |               |                                       |                | Játékvezető: Pavel Hodek Vonalbírók: Raivis Jucers Mariusz Smura |
| 16 perc | Büntetések    | 32 perc                               |                | Játékvezető: Pavel Hodek Vonalbírók: Raivis Jucers Mariusz Smura |
| 34 | Lövések       | 31                                    |                | Játékvezető: Pavel Hodek Vonalbírók: Raivis Jucers Mariusz Smura |
| J-J. Natte (A. Demelinne) – 16:39 | 1–0           |                                       |                | Játékvezető: Pavel Hodek Vonalbírók: Raivis Jucers Mariusz Smura |
| D. Hagemeijer (M. Bruijsten) – 18:23 | 2–0           |                                       |                | Játékvezető: Pavel Hodek Vonalbírók: Raivis Jucers Mariusz Smura |
| | 2–1           | 27:22 – D. Bogdziul (P. Nauseda) (PP) |                | Játékvezető: Pavel Hodek Vonalbírók: Raivis Jucers Mariusz Smura |
| A. Demelinne (M. Postma) – 32:22 | 3–1           |                                       |                |                                                                  |
| D. Hagemeijer (M. Dalhuisen, K. Bruijsten) (PP) – 44:01 | 4–1           |                                       |                |                                                                  |
| L. Houkes (M. Kars) – 44:59 | 5–1           |                                       |                |                                                                  |
| M. Postma (M. Dalhuisen, B. Willemse) (PP) – 46:50 | 6–1           |                                       |                |                                                                  |
| I. van den Heuvel (M. Kars) (SH) – 52:02 | 7–1           |                                       |                |                                                                  |

| 2012. április 21. 16:30 | Románia | 5–3 (2–2, 1–0, 2–1) | Ausztrália | Krynica Ice Stadium, Krynica Nézőszám: 250 |

| Jegyzőkönyv | Jegyzőkönyv            | Jegyzőkönyv                                    | Jegyzőkönyv    | Jegyzőkönyv                                                      |
| --- | ---------------------- | ---------------------------------------------- | -------------- | ---------------------------------------------------------------- |
| | Adrian Catrinoi Cornea | Kapusok                                        | Anthony Kimlin | Játékvezető: Stephan Bauer Vonalbírók: Kenji Kosaka Tomas Orolin |
| \| S. Szőcs (A. Góga) – 01:54 \| 1–0 \| \| \| \| 1–1 \| 09:25 – S. Stephenson (G. Oddy, M. Schlamp) \| \| S. Szőcs (L. Zsók, Z. Antal) – 13:32 \| 2–1 \| \| \| \| 2–2 \| 18:35 – T. Stephenson (L. Webster, J. Harding) \| \| Y. Pysarenko (E. Mihály, A. Góga) – 38:22 \| 3–2 \| \| \| L. Zsók (Z. Antal, S. Szőcs) – 51:25 \| 4–2 \| \| \| \| 4–3 \| 51:45 – S. Stephenson (G. Oddy, M. Schlamp) \| \| A. Góga (C. Virág) – 52:00 \| 5–3 \| \| |                        |                                                |                | Játékvezető: Stephan Bauer Vonalbírók: Kenji Kosaka Tomas Orolin |
| 20 perc | Büntetések             | 6 perc                                         |                | Játékvezető: Stephan Bauer Vonalbírók: Kenji Kosaka Tomas Orolin |
| 28 | Lövések                | 25                                             |                | Játékvezető: Stephan Bauer Vonalbírók: Kenji Kosaka Tomas Orolin |
| S. Szőcs (A. Góga) – 01:54 | 1–0                    |                                                |                | Játékvezető: Stephan Bauer Vonalbírók: Kenji Kosaka Tomas Orolin |
| | 1–1                    | 09:25 – S. Stephenson (G. Oddy, M. Schlamp)    |                | Játékvezető: Stephan Bauer Vonalbírók: Kenji Kosaka Tomas Orolin |
| S. Szőcs (L. Zsók, Z. Antal) – 13:32 | 2–1                    |                                                |                | Játékvezető: Stephan Bauer Vonalbírók: Kenji Kosaka Tomas Orolin |
| | 2–2                    | 18:35 – T. Stephenson (L. Webster, J. Harding) |                |                                                                  |
| Y. Pysarenko (E. Mihály, A. Góga) – 38:22 | 3–2                    |                                                |                |                                                                  |
| L. Zsók (Z. Antal, S. Szőcs) – 51:25 | 4–2                    |                                                |                |                                                                  |
| | 4–3                    | 51:45 – S. Stephenson (G. Oddy, M. Schlamp)    |                |                                                                  |
| A. Góga (C. Virág) – 52:00 | 5–3                    |                                                |                |                                                                  |

| 2012. április 21. 20:00 | Dél-Korea | 3–2 (1–2, 1–0, 1–0) | Lengyelország | Krynica Ice Stadium, Krynica Nézőszám: 3200 |

| Jegyzőkönyv | Jegyzőkönyv    | Jegyzőkönyv                                       | Jegyzőkönyv        | Jegyzőkönyv                                                   |
| --- | -------------- | ------------------------------------------------- | ------------------ | ------------------------------------------------------------- |
| | Eum Hyun-seung | Kapusok                                           | Przemyslaw Odrobny | Játékvezető: Matt Kirk Vonalbírók: Andrew Dalton Jani Pesonen |
| \| \| 0–1 \| 07:23 – J. Gabrys (L. Laszkiewicz) \| \| \| 0–2 \| 13:08 – P. Sarnik (L. Laszkiewicz, P. Wajda) (PP) \| \| Kim W. (Kim H., Sin S.) – 17:42 \| 1–2 \| \| \| Sin S. (Lee Y, Oh H.) – 25:52 \| 2–2 \| \| \| Kim H. (Lee S., Kim W.) – 51:39 \| 3–2 \| \| |                |                                                   |                    | Játékvezető: Matt Kirk Vonalbírók: Andrew Dalton Jani Pesonen |
| 10 perc | Büntetések     | 12 perc                                           |                    | Játékvezető: Matt Kirk Vonalbírók: Andrew Dalton Jani Pesonen |
| 22 | Lövések        | 34                                                |                    | Játékvezető: Matt Kirk Vonalbírók: Andrew Dalton Jani Pesonen |
| | 0–1            | 07:23 – J. Gabrys (L. Laszkiewicz)                |                    | Játékvezető: Matt Kirk Vonalbírók: Andrew Dalton Jani Pesonen |
| | 0–2            | 13:08 – P. Sarnik (L. Laszkiewicz, P. Wajda) (PP) |                    | Játékvezető: Matt Kirk Vonalbírók: Andrew Dalton Jani Pesonen |
| Kim W. (Kim H., Sin S.) – 17:42 | 1–2            |                                                   |                    | Játékvezető: Matt Kirk Vonalbírók: Andrew Dalton Jani Pesonen |
| Sin S. (Lee Y, Oh H.) – 25:52 | 2–2            |                                                   |                    |                                                               |
| Kim H. (Lee S., Kim W.) – 51:39 | 3–2            |                                                   |                    |                                                               |